# Prosype
Prosype is een kevergeslacht uit de familie van de boktorren (Cerambycidae). De wetenschappelijke naam van het geslacht werd voor het eerst geldig gepubliceerd in 1864 door Thomson.

## Soorten
Prosype omvat de volgende soorten:
- Prosype clennellae Adlbauer, 2009
- Prosype ethiopicus Adlbauer, 2008
- Prosype filiformis (Buquet, 1859)
- Prosype juniperi Holzschuh, 1993